# Зчіпна вага локомотива
Зчіпна́ вага локомоти́ва — сума всіх навантажень від рушійних (зчіпних) коліс локомотива на рейки. Використовується для створення сили зчеплення між колесами і рейками, і дозволяє перетворити кругове зусилля на ободі рухомих коліс в зовнішню силу тяги локомотива або гальмівну силу (при дії гальм).
Зчіпна вага є важливою складовою характеристикою експлуатаційних якостей локомотива. Максимум результуючого дотичного тягового і гальмівного зусиль пропорційний зчіпній масі, і характеризується коефіцієнтом зчеплення. Зчіпна вага локомотива розраховується без врахування її можливої зміни під час руху, оскільки при русі вона лише перерозподіляється по рухомих осях. При наявності на локомотиві підтримуючих або бігункових колісних пар, допускається збільшення зчіпної ваги — механізмів, які знімають частину ваги локомотива з додаткових коліс і передають її на зчіпні.